# مصطفی نیاسی
مصطفی نیاسی (انگلیسی: Moustapha Niasse؛ زادهٔ ۴ نوامبر ۱۹۳۹) سیاستمدار و دیپلمات اهل سنگال است. وی دو بار از ۳ آوریل ۱۹۸۳ تا ۲۹ آوریل ۱۹۸۳ و سپس از ۵ آوریل ۲۰۰۰ تا ۳ مارس ۲۰۰۱ نخست‌وزیر این کشور بود.